# اسکاوس
اسکاوس (Scouse؛ به‌طور رسمی با نام انگلیسی لیورپول یا انگلیسی مرزیساید شناخته می‌شود)  لهجه و گویش انگلیسی است که با لیورپول و شهرستان مرزیساید اطرافش مرتبط است. لهجه اسکاوس بسیار متمایز است چرا که تحت تأثیر شدید مهاجران ایرلندی، نروژی و ولزی که از طریق اسکله لیورپول وارد آن شده‌اند، قرار گرفته و با لهجه‌های مناطق همسایه یا بقیه انگلستان اشتراک چندانی ندارد. اسکاوس همچنین یک اصطلاح کلی برای این جامعه و افراد لیورپولی است. این لهجه از نام خورش اسکاوس که توسط ملوانان و مردم محلی خورده می‌شود، نامگذاری شده‌است.
توسعه لیورپول از دهه ۱۹۵۰ لهجه را در مناطق مجاور مانند شهرهای رانکورن و اسکلمرسدیل گسترش داده‌است. تغییراتی در اسکاوس ذکر شده‌است: لهجه مرکز شهر لیورپول و محله‌های شمالی معمولاً تند، خشن و تودماغی توصیف می‌شود، در حالی که لهجه موجود در حومه جنوبی لیورپول معمولاً به عنوان آهسته، ملایم و تیره شناخته می‌شود. محاوره‌های رایج انحراف فزاینده‌ای از گویش تاریخی لنکشری را که قبلاً در لیورپول یافت می‌شد، نشان داده‌اند، و همچنین رشد تأثیر لهجه در منطقه وسیع‌تر را نشان داده‌اند. بومیان و ساکنان لیورپول به‌طور رسمی به عنوان لیورپولی شناخته می‌شوند، اما اغلب به آن‌ها اسکاوسر (Scouser) می‌گویند.
اسکاوس به‌طور مداوم به عنوان یکی از کم‌طرفدارترین لهجه‌ها در بریتانیا انتخاب می‌شود. همزمان این لهجه معمولاً در بین دو لهجه برتر دوستانه بریتانیا، در کنار لهجه نیوکاسلی قرار می‌گیرد.

## شناسایی بین‌المللی
اسکاوس از سایر لهجه‌های انگلیسی بسیار متمایز است. به دلیل این به رسمیت شناختن بین‌المللی، کیت اسلمپ در ۱۶ سپتامبر ۱۹۹۶ از مرجع واگذاری اعداد در اینترت درخواست کرد تا آن را به یک گویش اینترنتی شناخته شده تبدیل کند. پس از ذکر تعدادی از منابع، درخواست در ۲۵ مه ۲۰۰۰ پذیرفته شد و اکنون اجازه داده می‌شود اسناد اینترنتی که از این گویش استفاده می‌کنند با استفاده از برچسب زبانی en-Scouse به عنوان اسکاوس طبقه‌بندی شوند.
اسکاوس همچنین به عنوان لهجه بیتلز، یک پدیده فرهنگی بین‌المللی شناخته شده‌است. در حالی که اعضای گروه به‌طور مشهور اهل لیورپول هستند، لهجه آن‌ها با لهجه قدیمی لیورپول مانند لنکشری که در حومه جنوبی یافت می‌شود، اشتراک بیشتری دارد. این لهجه بیشتر در مرکز و نواحی شمالی شهر از دهه ۱۹۶۰ به اسکاوس تبدیل شده‌است، و برخی بهبود کیفیت هوا را به عنوان یک عامل بالقوه شناسایی می‌کنند.